# Ideciu de Sus, Mureș
Ideciu de Sus, mai demult Igișul din Sus (în dialectul săsesc Eberscht-Aidesch, în germană Ober-Eidisch, Obereidisch, în maghiară Felsőidecs, Idecs) este un sat în comuna Ideciu de Jos din județul Mureș, Transilvania, România.

## Imagini

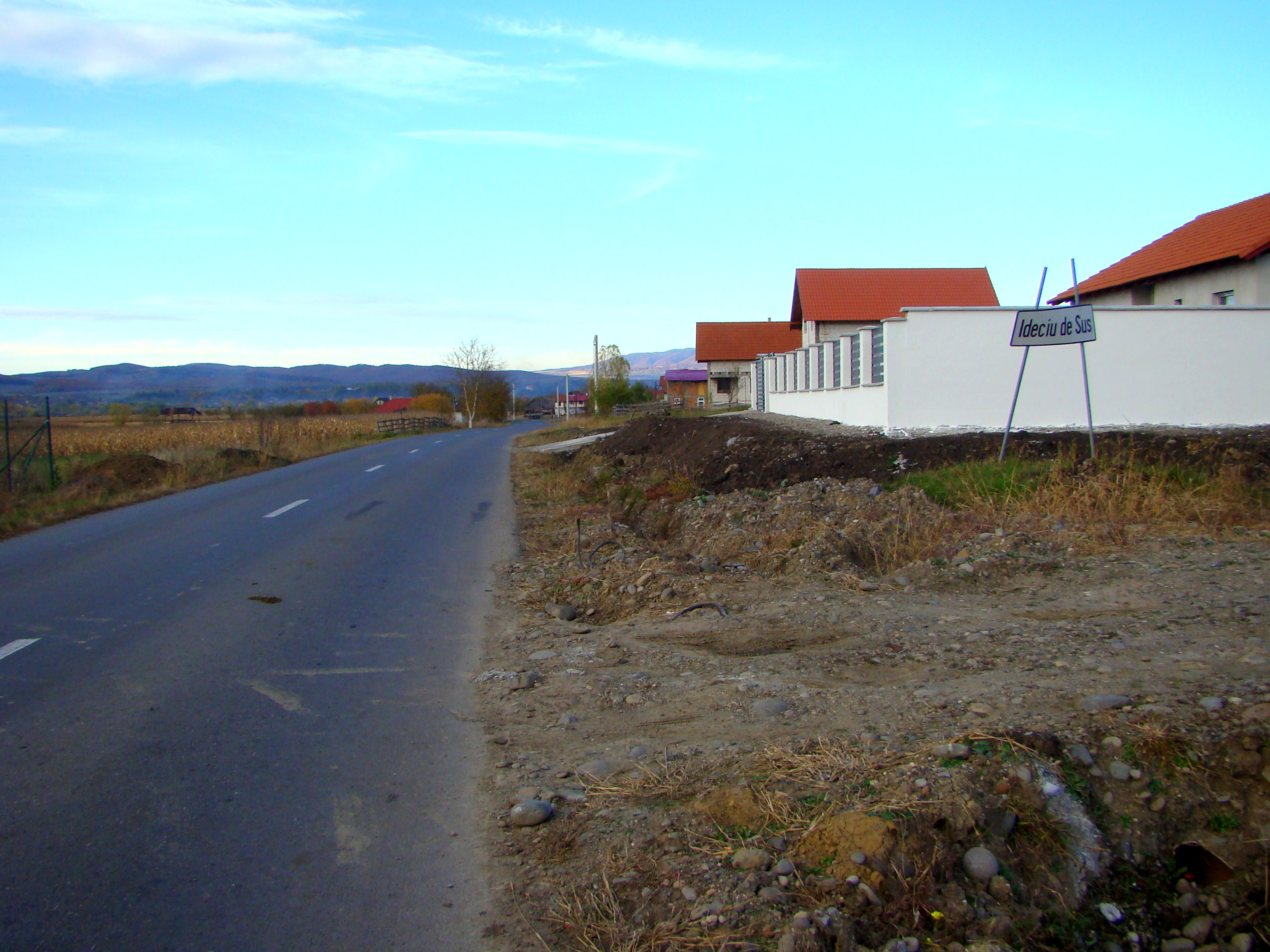
Intrarea în localitate
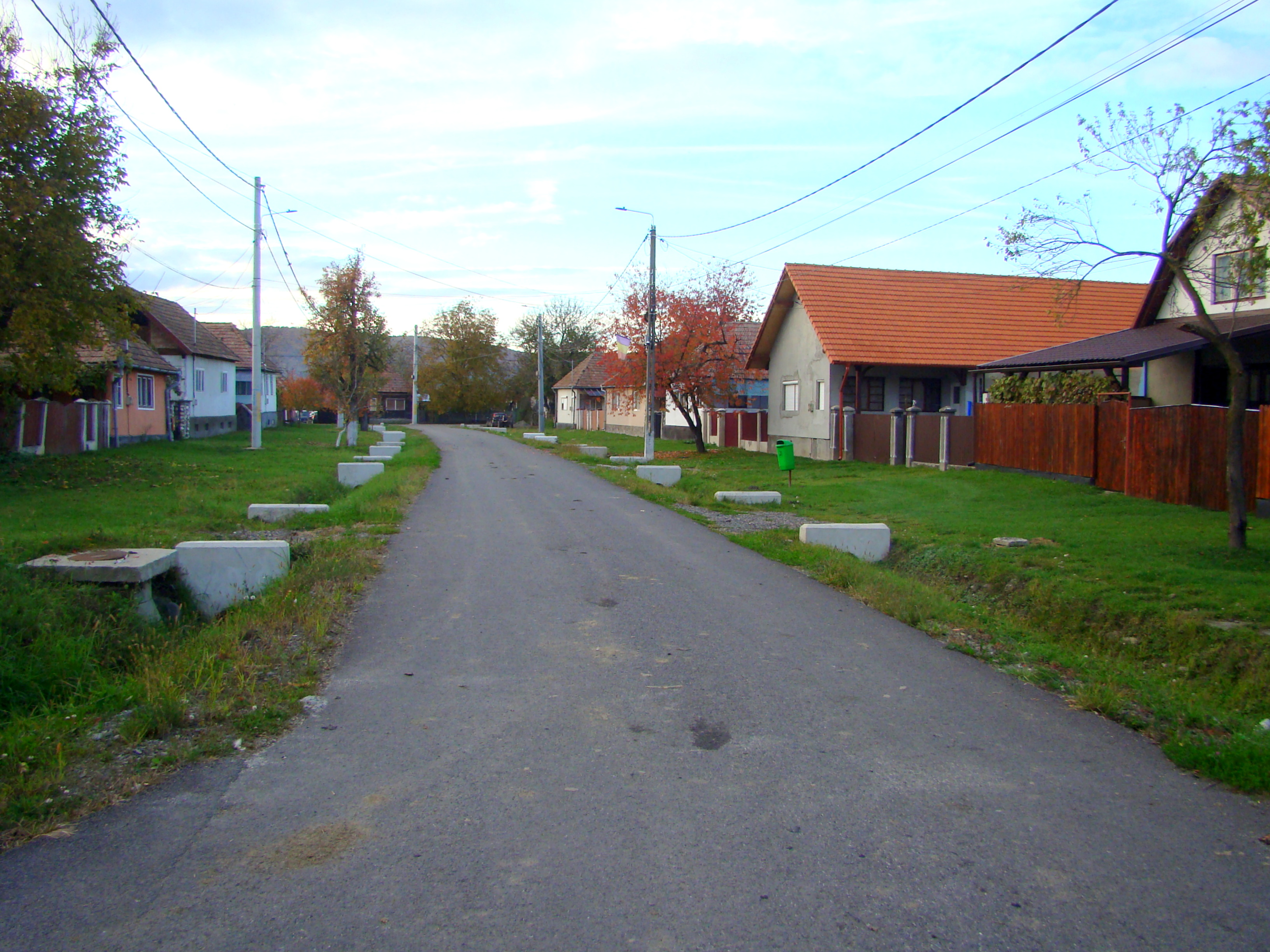
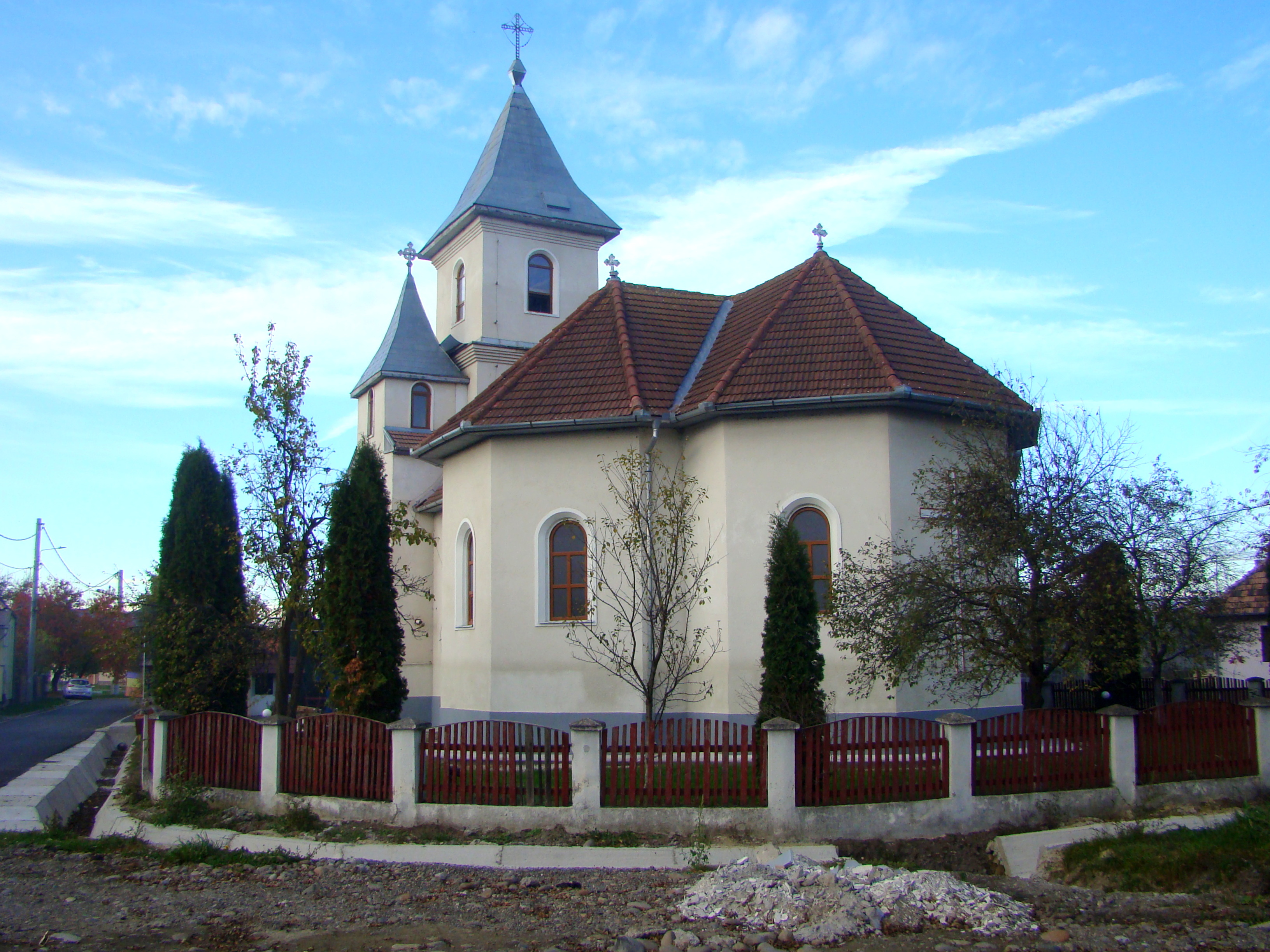
Biserica ortodoxă
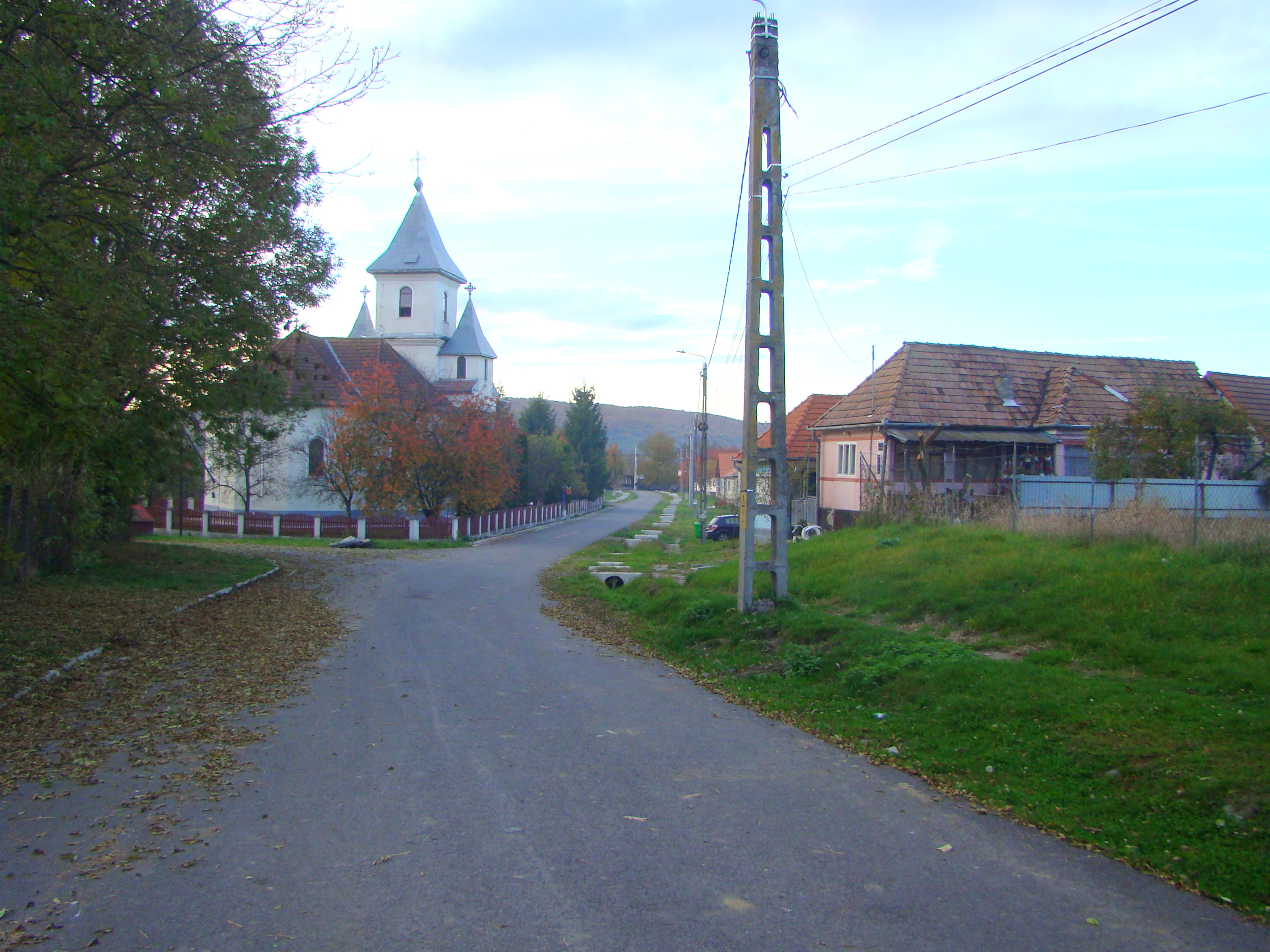
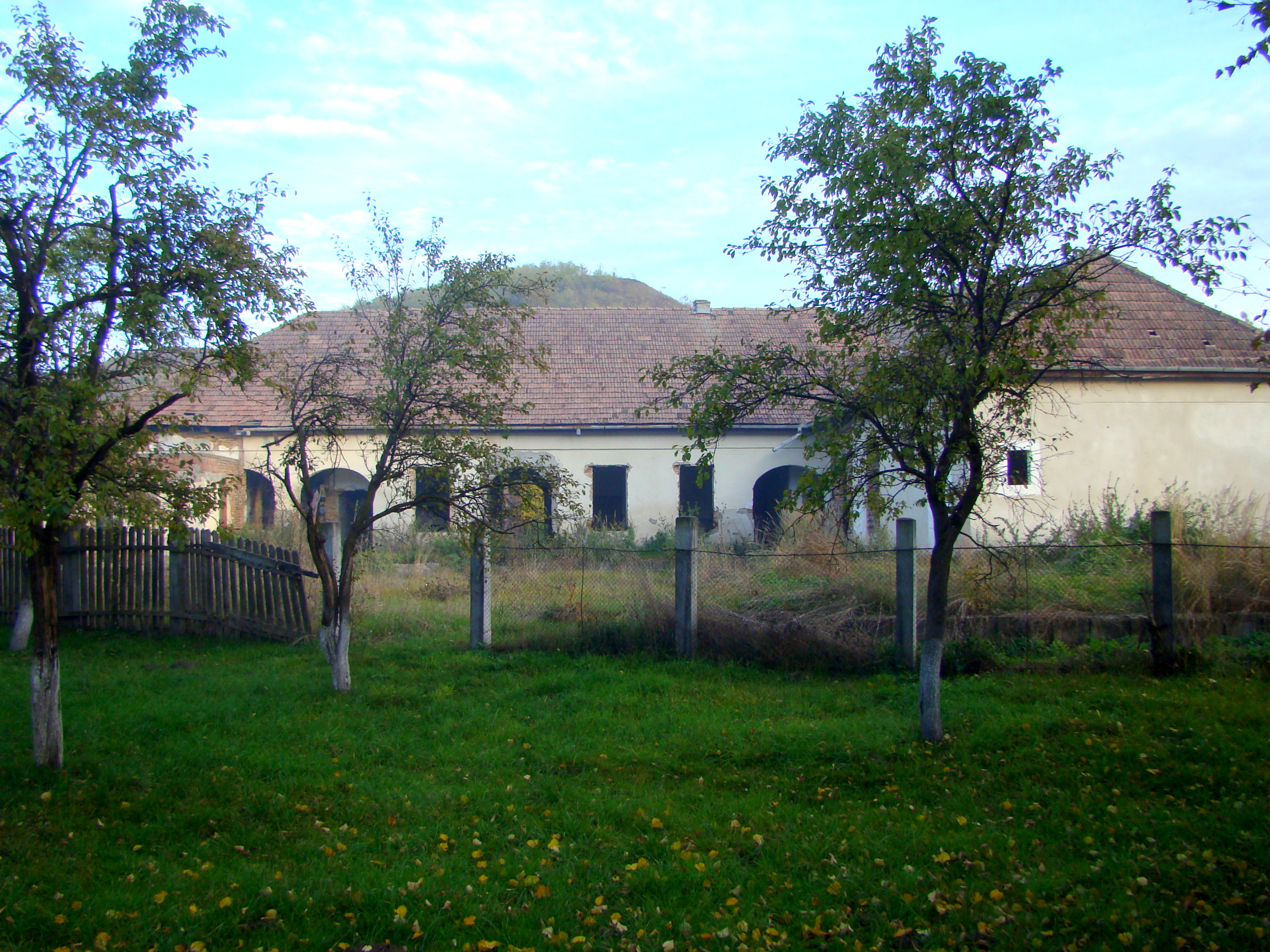
Fosta școală în limba germană
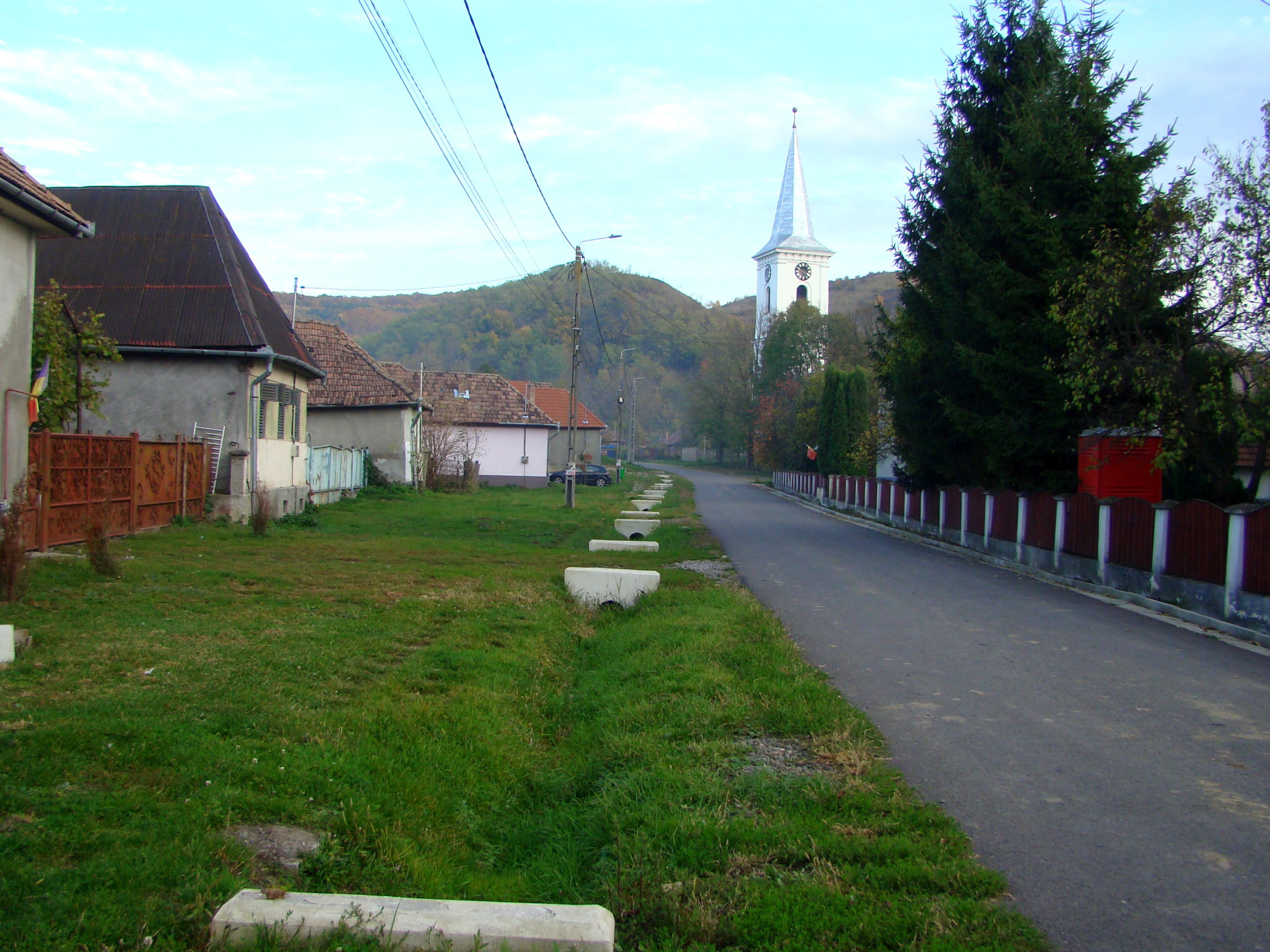
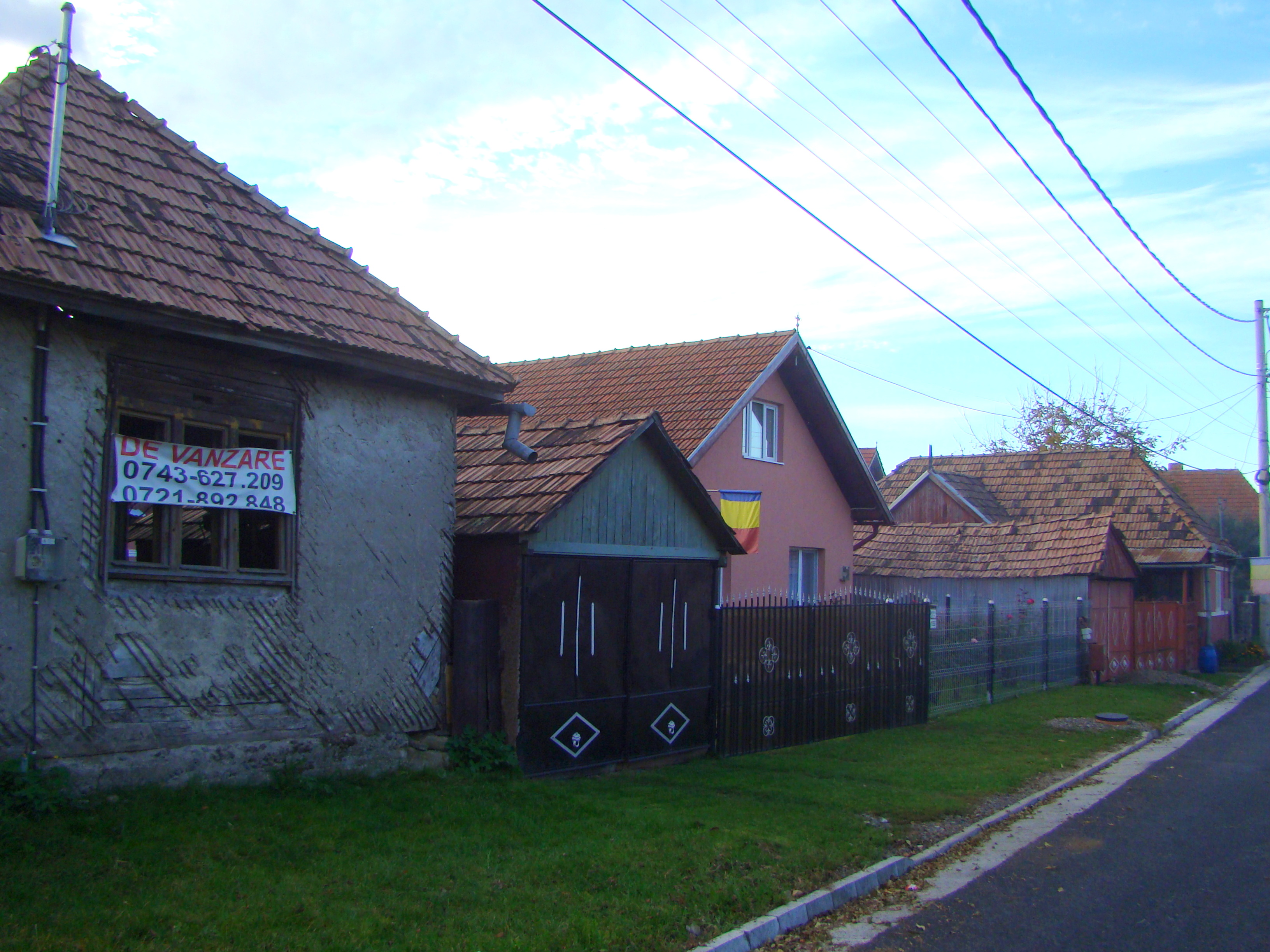
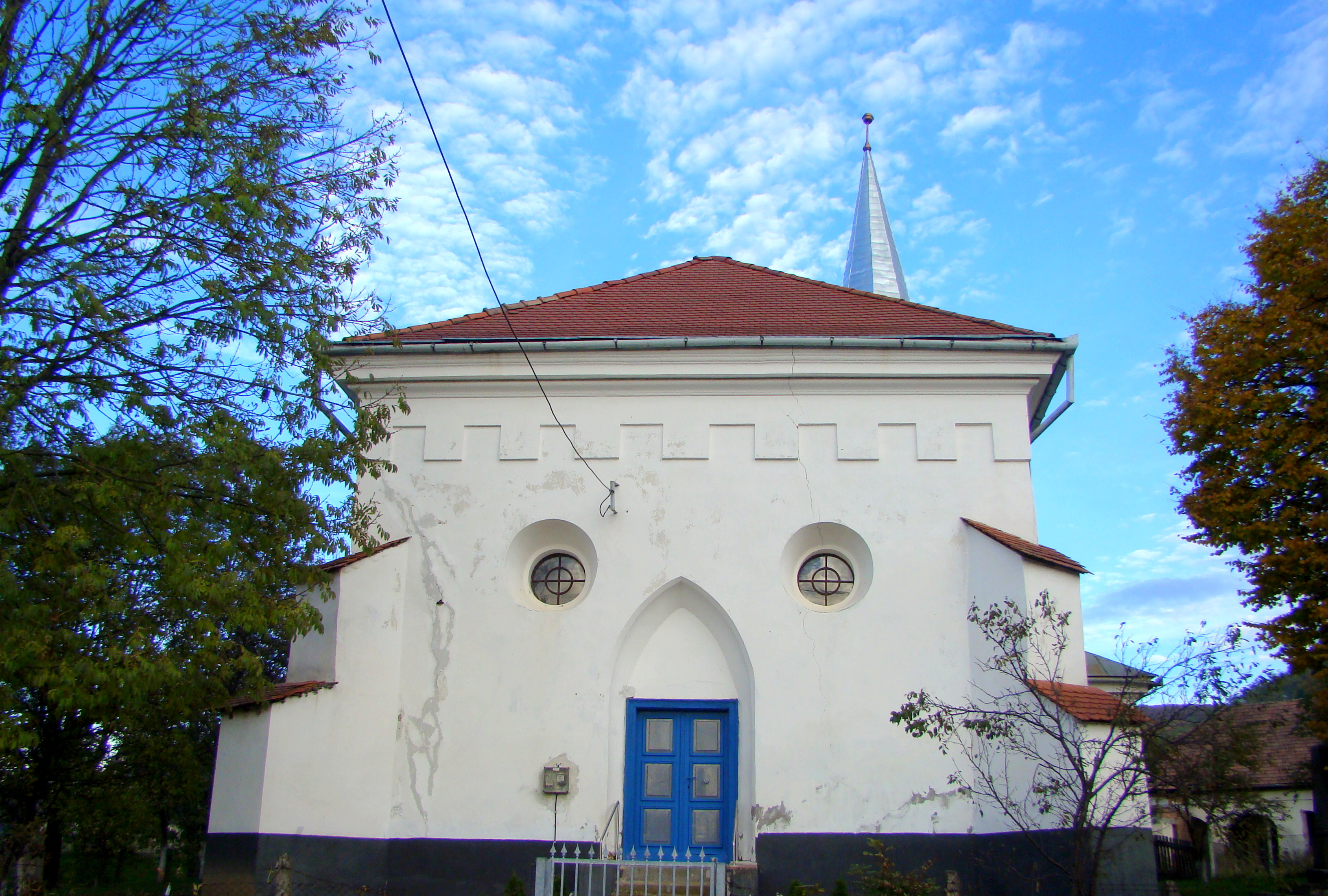
Biserica evanghelică
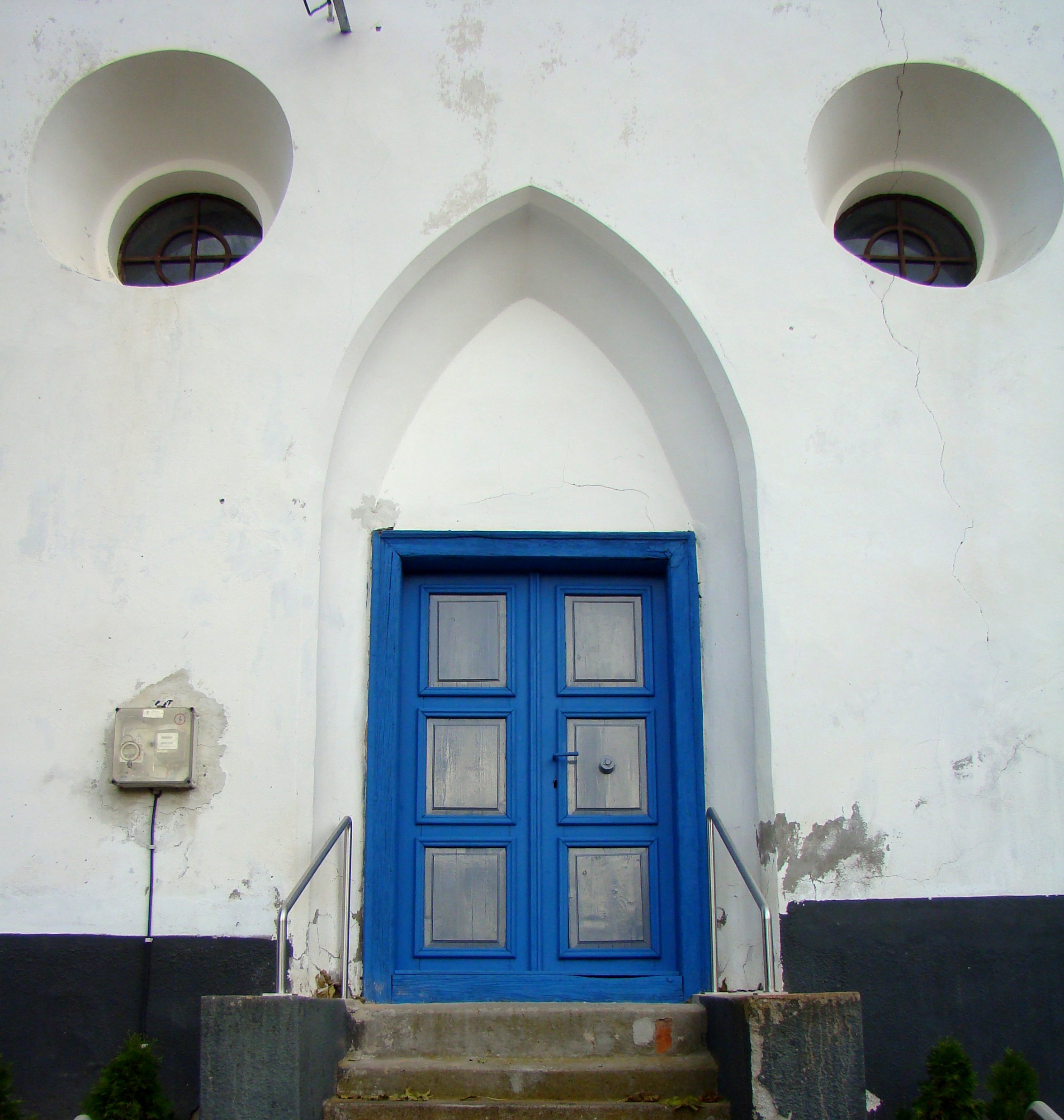
Portalul intrării
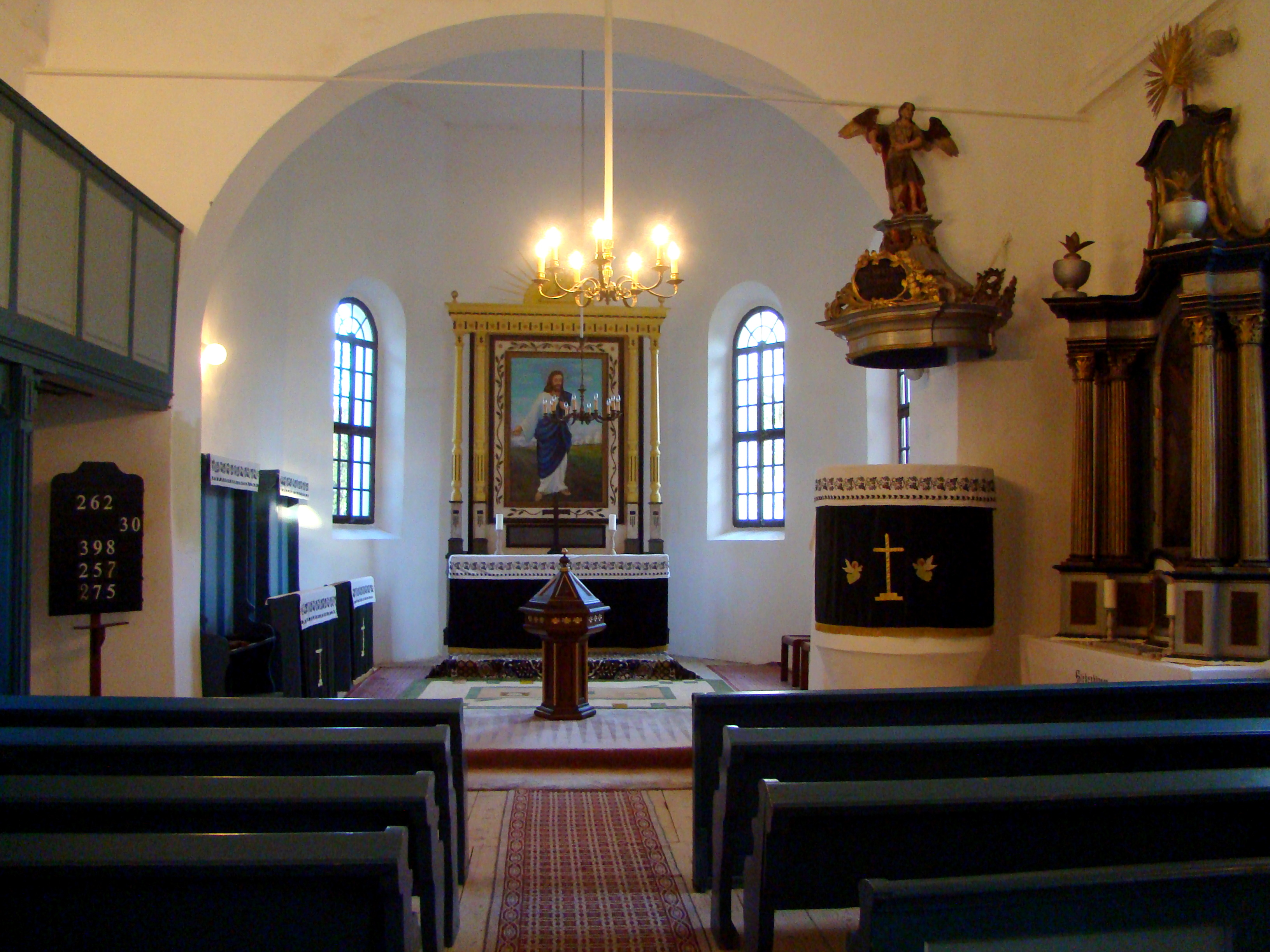
Nava spre altar
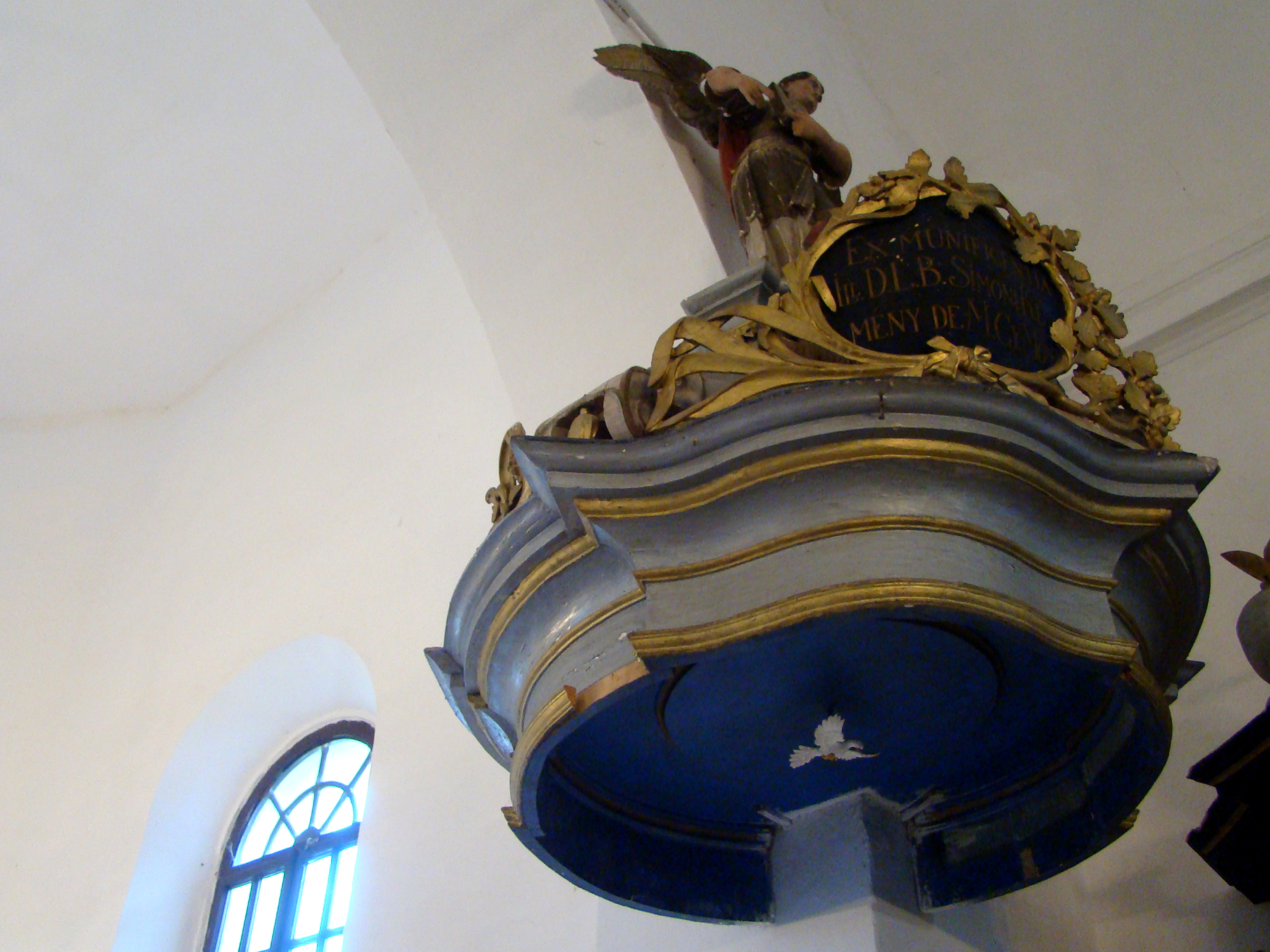
Coroana amvonului
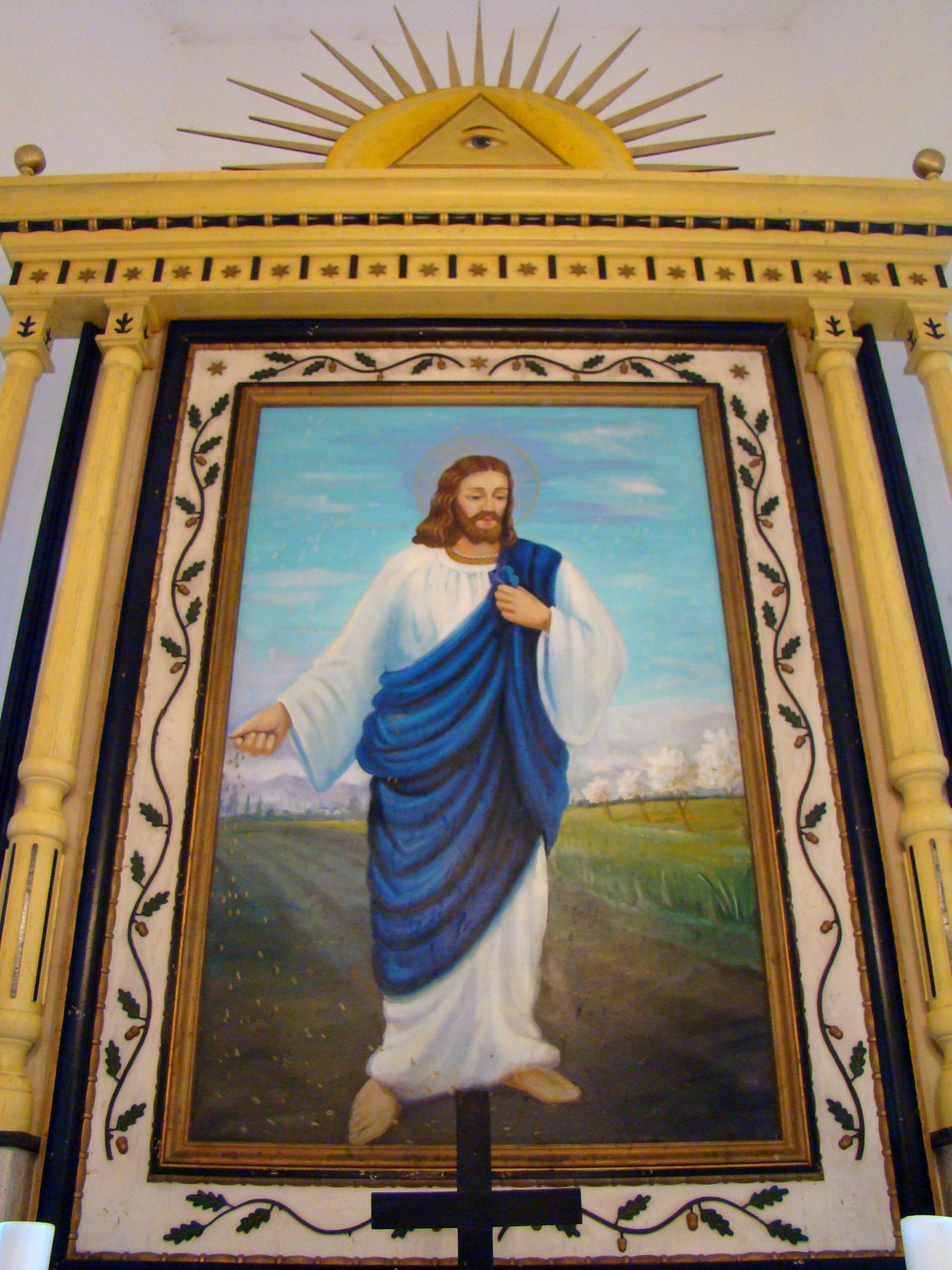
Altarul principal
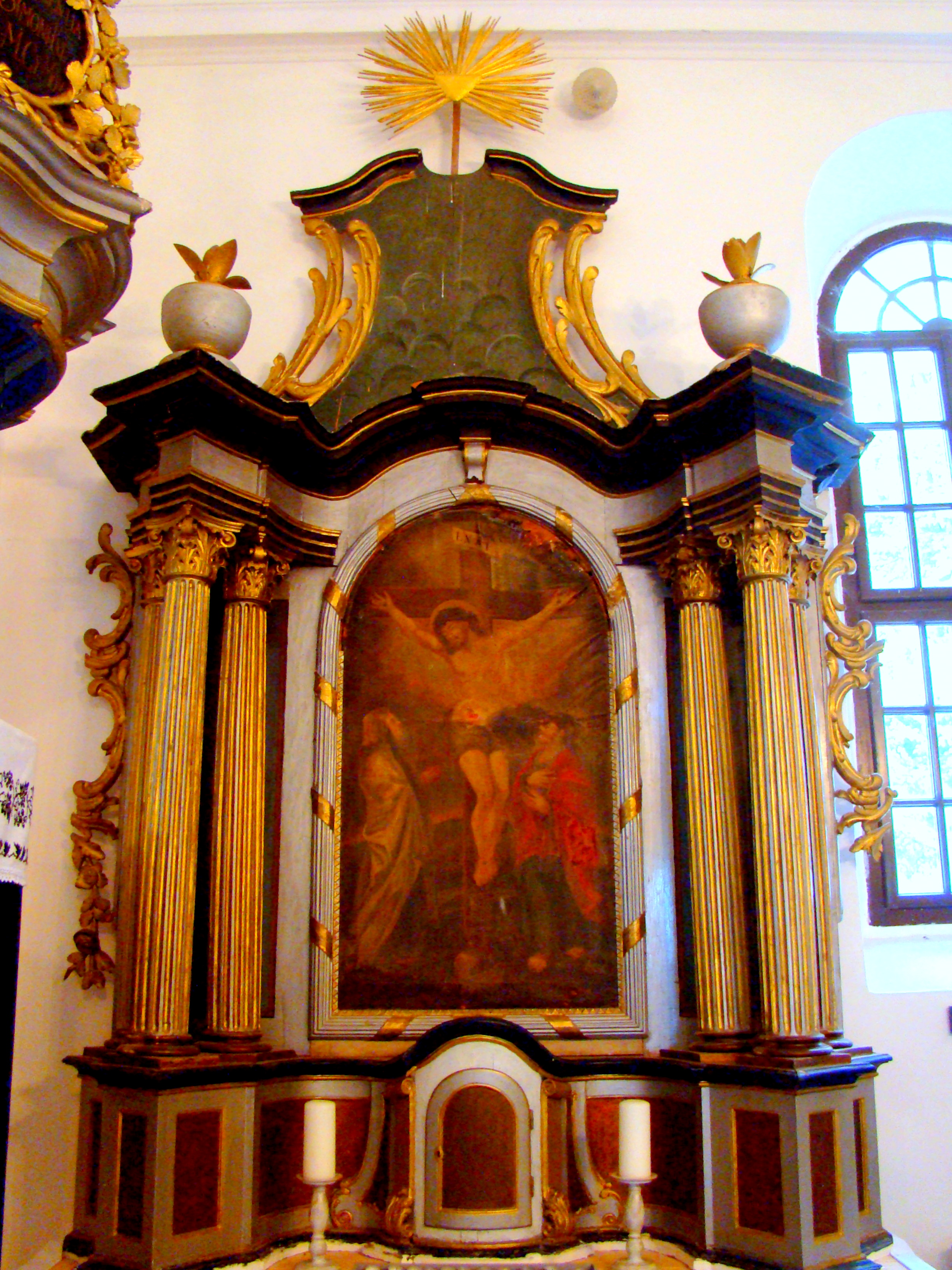
Altarul vechi
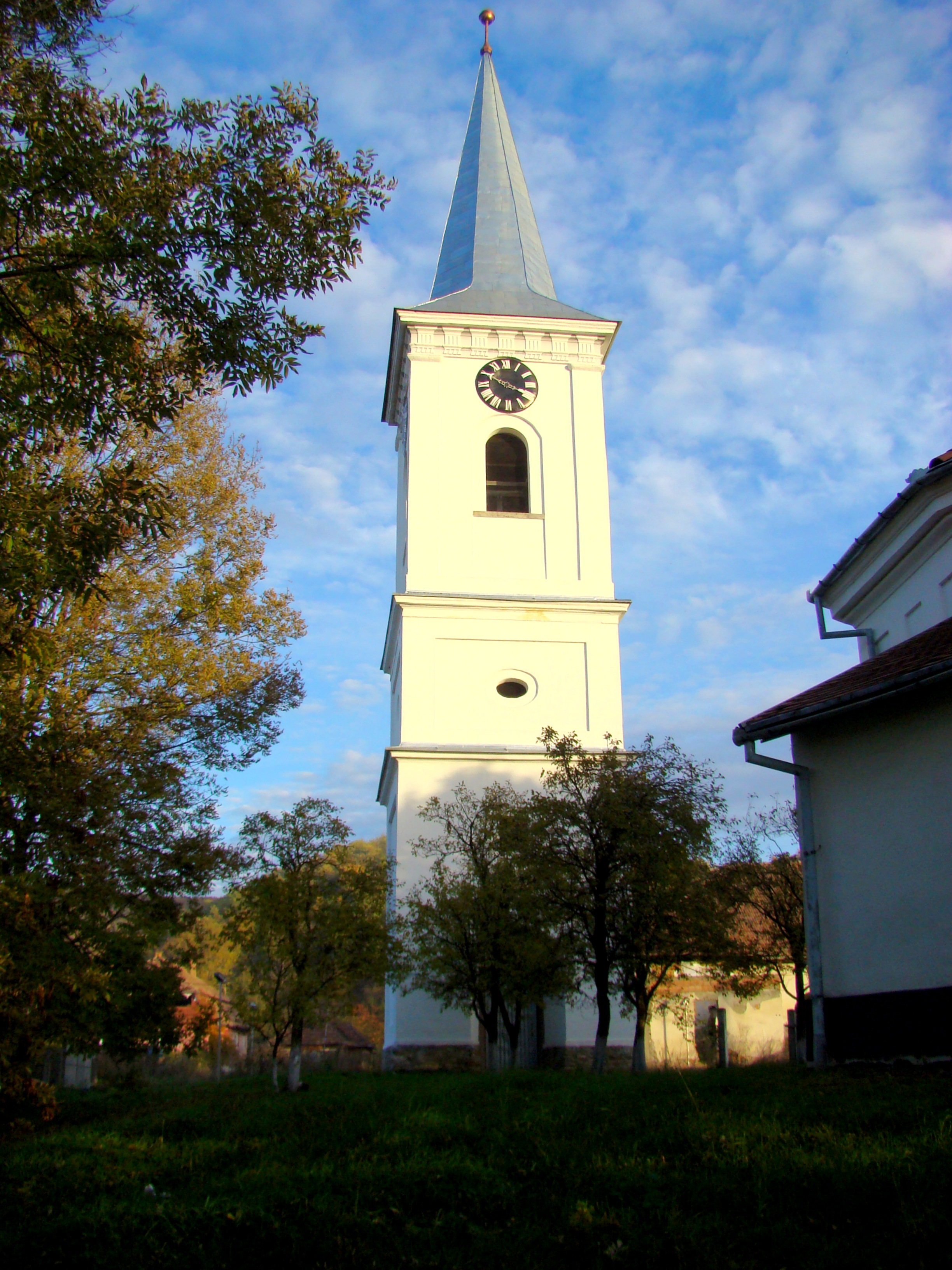
Turnul bisericii evanghelice